# Bürglen FR

Das Quartier Bourguillon

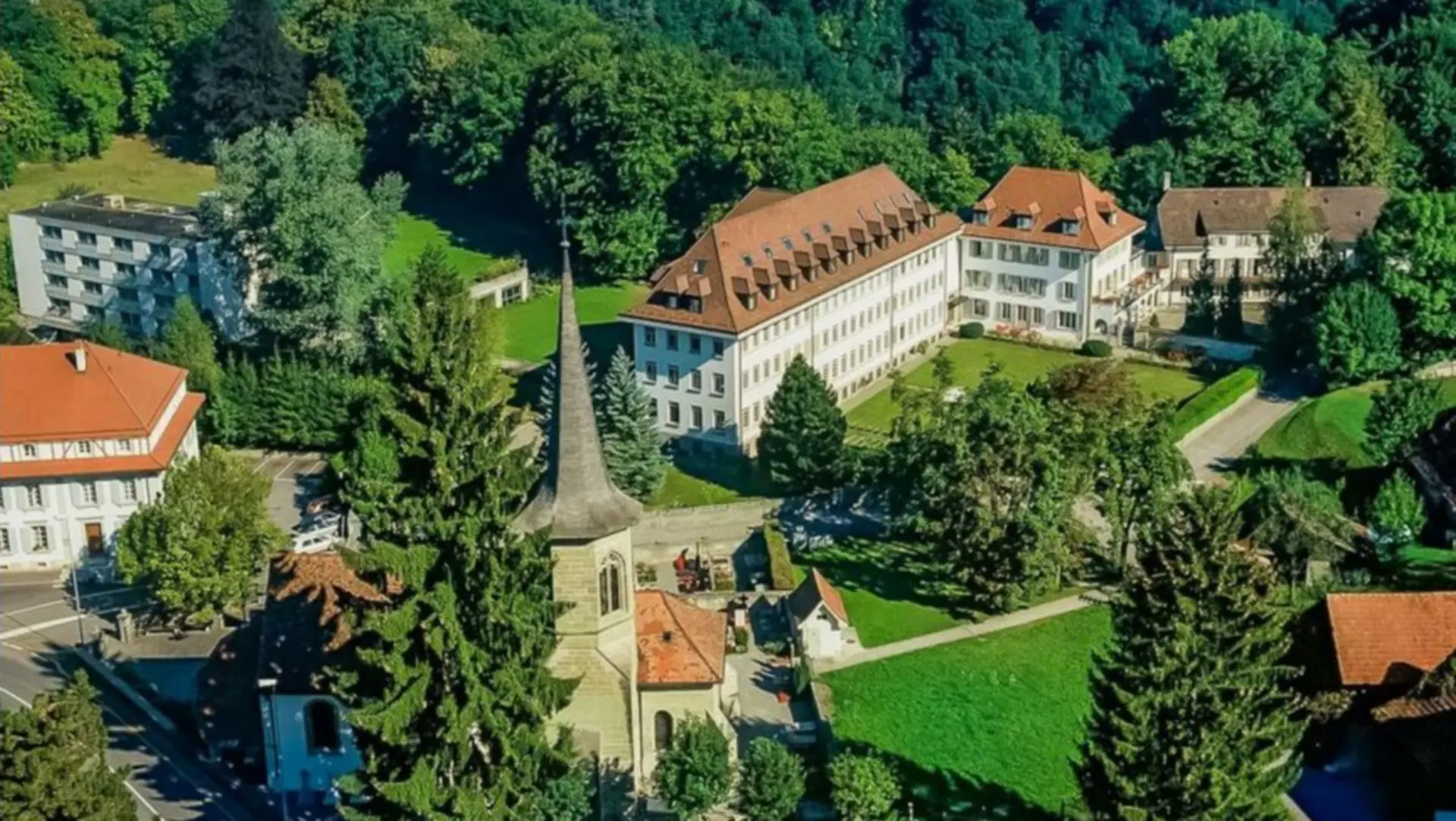
Blick über den Kirchturm auf das Foyer Salve Regina

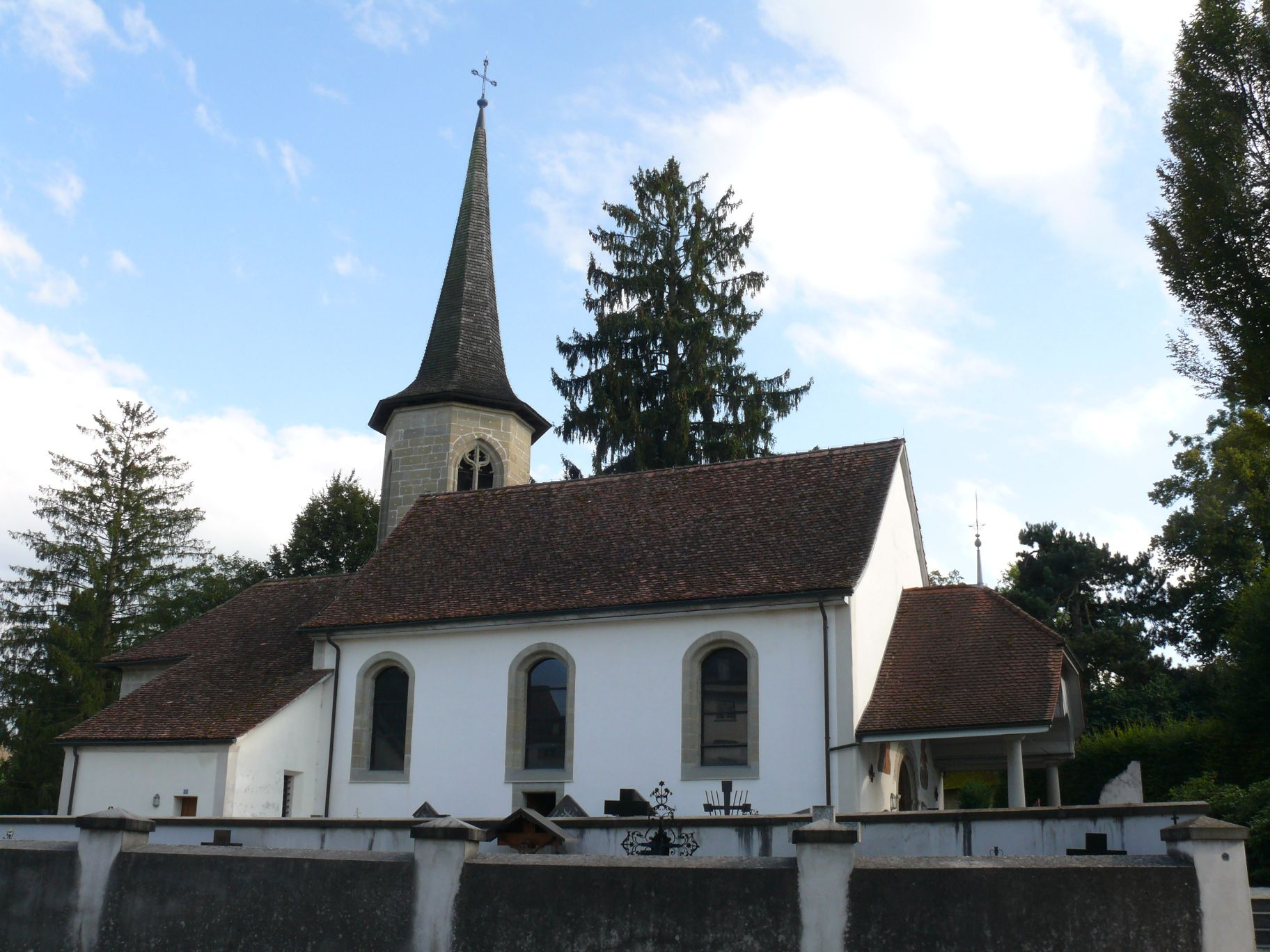
Notre-Dame de Bourguillon

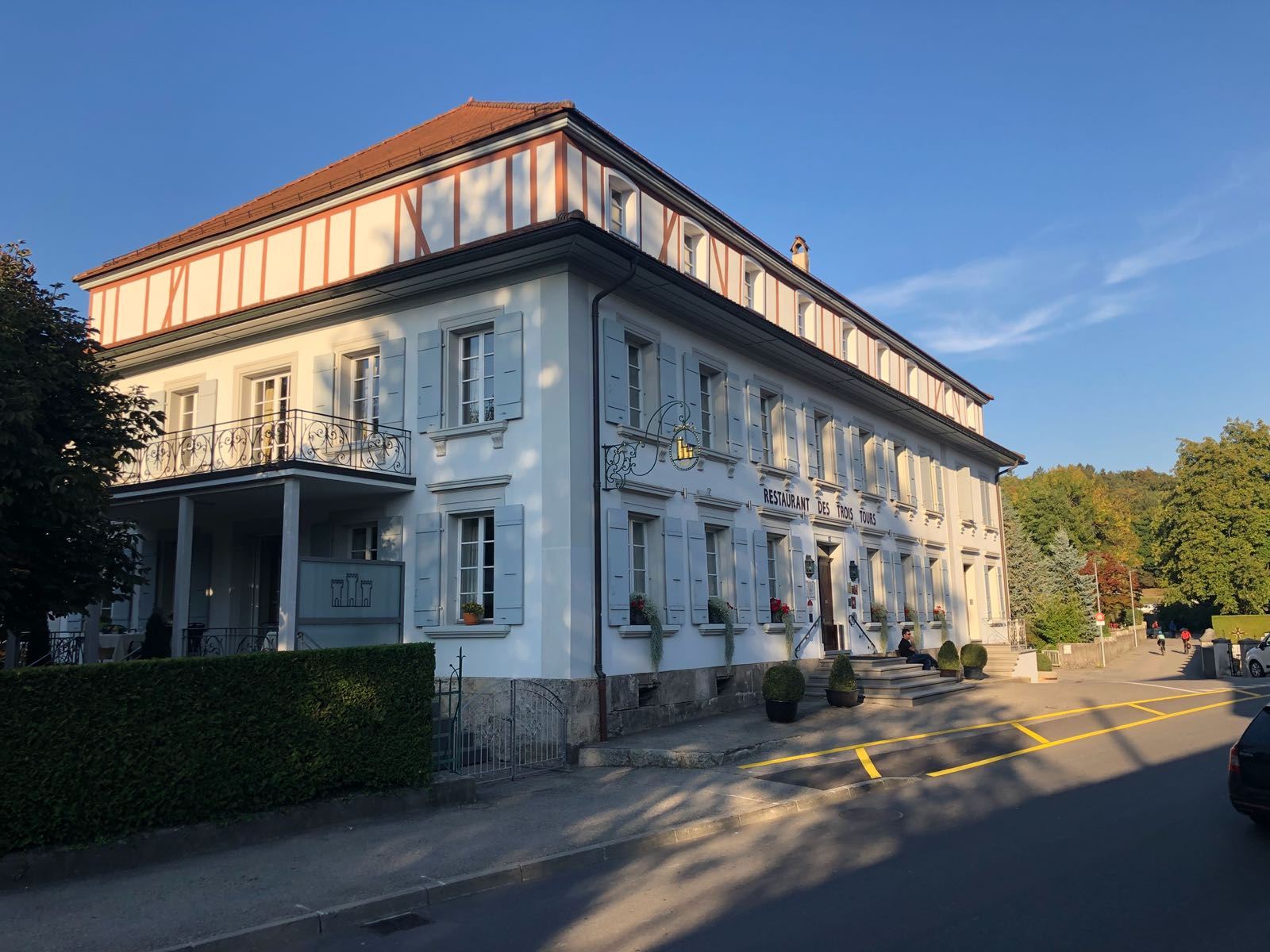
Hôtel des Trois-Tours

Bürglen (französisch Bourguillon) ist ein Weiler auf dem Gebiet der Stadt Freiburg im Üechtland, dem Hauptort des Kantons Freiburg in der Schweiz. Er liegt ca. 1,5 km südöstlich der Stadt auf dem Plateau südlich des Galterntals an der Strasse nach La Roche–Bulle auf einer Höhe von 655 m ü. M.
Zu den Sehenswürdigkeiten von Bürglen zählt ein im Jahr 1275 erbautes und 1396 als «Bonne maison» erwähntes Krankenhaus für Aussätzige, das später auch als Armenhaus diente. Den Kranken war es erlaubt, vier Mal im Jahr in Freiburg betteln zu gehen. Es wurde 1838 verkauft, abgerissen und als Gasthaus Aux Trois-Tours neu errichtet.
Daneben befindet sich eine im 15. Jh. in gotischem Stil erbaute Kapelle, die 1659 mit einer Sakristei erweitert und im 18. Jh. in barockem Stil umgebaut wurde. Bei archäologischen Grabungen im Jahr 1984 wurden auch romanische Spuren gefunden. Die Kapelle ist seit dem 15. Jh. ein beliebter Wallfahrtsort Notre-Dame du Bourguillon (siehe Notre-Dame-du-Mont-Carmel). Sie wird mit Wunderglauben an verschiedene Heilungen in Verbindung gebracht. Eine Anzahl von Votivgaben aus der Zeit der Weltkriege, die sich im Kirchenraum befinden, bezeugen dies. Sie sind teilweise in Englisch verfasst. Die Kirche ist von einem Friedhof umgeben. 1921 entstand das Œuvre des malades de Notre-Dame de Bourguillon, mit heute rund 150 Mitgliedern. Die Kirche war insbesondere unter der Gegenreformation ein Ziel häufiger Prozessionen und wurde  vom 3. bis 6. Oktober 1923 in einer Bittprozession zugunsten von über 500 in Freiburg versammelten Kranken von den Marienträgern aufgesucht. Am 17. Januar 1924 veröffentlichte die Zeitschrift La Semaine catholique die Angaben zu den angeblich durch die Prozessionen von ihren Krankheiten geheilten Personen.
Im Weiler liegt auch das ehemalige Pensionat Salve Regina, das heute als Studentenwohnhaus unter der Leitung von Baldegger Schwestern dient, sowie das Schloss Bourguillon aus dem 16. Jh., das auch Manoir de Diesbach genannt wird. Unweit von Bürglen liegt auf dem Gebiet von St. Ursen der Friedhof der Kanisiusschwestern, mit dem Grab Maximilians von Sachsen. Bürglen war ehemals eine wichtige meteorologische Beobachtungsstation des Kantons mit Observatorium.
Im Jahre 1998 hat der Freiburger Gemeinderat einen Spazierweg des Weilers Bürglen auf den Namen «Madeleine Eggendorffer» getauft.

## Auf dem Friedhof beerdigt
- Maurice Arthus (1862–1945), Physiologe[8]
- Alfred von Overbeck (1877–1945), Rechtswissenschaftler[9]